# Crassivesica brochus
Crassivesica brochus är en fjärilsart som beskrevs av Morrison 1875. Crassivesica brochus ingår i släktet Crassivesica och familjen nattflyn. Inga underarter finns listade i Catalogue of Life.